# Park Soo-keun
Park Soo-keun (koreanisch 박수근) (* 21. Februar 1914 im Landkreis Yanggu-gun der Provinz Gangwon-do in Chōsen; † 6. Mai 1965 in Südkorea) war ein südkoreanischer Maler.

## Leben und Wirken
Park Soo-keun wurde am 21. Februar 1914 im Landkreis Yanggu-gun (양구군) der Provinz Gangwon-do (강원도) in damals noch vereinten und als Chōsen unter japanischer Herrschaft stehenden Korea geboren. Als Grundschüler zeigte er eine Geschicklichkeit beim Zeichnen von alltäglichen Dorfszenen seines Heimatdorfes. Fasziniert von dem Werk „Angelusläuten“ des französischen Malers Jean-François Millet, das eine bäuerliche Szene enthielt, erweckte in ihm den Wunsch, jemals so detailgetreu Malen zu können wie der französischen Meister. Doch die Familienverhältnisse gaben ihm nicht die Möglichkeit, eine künstlerische Ausbildung zu bekommen. So brachte sich Park durch fleißiges Üben als Autodidakt die Techniken des Malens selber bei.
1932 fand er erste Anerkennung durch eine landesweit beachtete Ausstellung, auf der eines seiner Werke zu sehen war. Doch Park blieb ein „Einzelkämpfer“, ohne fundierte Ausbildung, ohne einer Kunstrichtung oder Kunstszene zugehörig, was mangelnde Kontakte für ihn bedeutete, aber auch eine Freiheit, das Malen zu können, was er wollte, unabhängig vom Mainstream. Ab den 1940er Jahren änderte sich dies ein wenig, indem er Kontakte zu anerkannten Malern wie Chang Lee-suok (장이석), Choi Young-lim (최영림) und Hwang Yu-yop (황유엽) aufbauen konnte.
Von seiner Malerei nicht leben könnend, fand er Anfang der 1940er eine Arbeit im Büro der Abteilung für Soziales der Provinzregierung von Pyeongannam-do, heute zu Nordkorea gehörend. Er heiratete, wurde Vater eines Sohnes und konnte die Familie geradeso von seinem wenigen Einkommen ernähren. Nach den Wirren des Koreakriegs wechselte er 1953 zum amerikanischen Militär, arbeitete dort in der Strafverfolgungsbehörde und später als Porträtmaler auf der Militärbasis der US-Streitkräfte in Seoul. Dort lernte Park die Frau des Attachés der US-amerikanischen Botschaft, Margaret Miller, kennen. Als Kunstliebhaberin und -händlerin wurde sie zu Parks Förderin. 1958 stellte er einen Teil seiner Werke auf der East and West Exhibition in San Francisco aus, gefolgt von einer Ausstellung für zeitgenössische koreanische Malerei in der World House Gallery in New York City. Nun auch von Kunstkennern in Südkorea erkannt, folgten weitere Ausstellungen in seinem Land, obwohl er immer noch mit dem „Makel“, kein gebildeter Künstler zu sein, kämpfen musste.
Von einigen Erkrankungen geschwächt, verstarb Park am 6. Mai 1965.

## Ehrung
Ihm zu Ehren wurde in Yanggu-eup (양구읍), Yanggu-gun (양구군), Gangwon-do (강원도) das Park Soo Keum Museum errichtet.

## Retrospective
- 2014 – im Gana Insa Art Center in Insa-dong, Jongno, Seoul[5]